# Gouden Roos (festival)

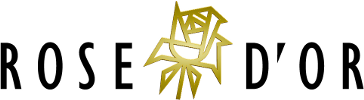
De Rose d’Or

De Gouden Roos (Rose d’Or) is het meest prestigieuze Europese festival voor amusementsprogramma's op televisie.
Het eerste festival was in 1961 in Montreux in Zwitserland. Gedurende 43 jaar werd het hier gehouden. Van 2004 tot 2012 werd het festival in Luzern gehouden, eveneens in Zwitserland. Vanaf 2013 werd het festival ieder jaar ergens anders gehouden. Eerst in Brussel, in 2014 in Berlijn en in 2015 in Londen.
Het doel van het festival is "het belonen van originaliteit, kwaliteit en creativiteit in amusementsprogramma's en het bevorderen van uitmuntendheid in televisie en nieuwe media".

## Belgische en Nederlandse winnaars
De Belgische programma's De Mol (in 2000) van productiehuis Woestijnvis, Benidorm Bastards (2010) en Wat als? (2013) van productiehuis Shelter wonnen een Gouden Roos. Het Nederlandse programma TV Masqué van Ralph Inbar won in 1992, Taxi met Maarten Spanjer in 1995. In 2007 won Eric Blom de Gouden Roos voor het beste muziekprogramma Gospel in Paradiso voor de IKON. Het Nederlandse programma Café de Wereld werd ooit genomineerd voor de prijs. In 2009 werd ook het Nederlandse programma Ik wed dat ik het kan! genomineerd. In 2010 werd het door Joris Linssen gepresenteerde Nederlandse programma Hello Goodbye van productiehuis Blazhoffski genomineerd. Het Vlaamse Benidorm Bastards kreeg in Luzern een Gouden Roos in de categorie comedy en ontving tevens een prijs als Best of 2010. In 2013 was het het Vlaamse Wat als? die de Gouden Roos Comedy dat jaar won. Ook in 2013 werd het Nederlandse programma De Dino Show genomineerd. In 2015 won de Radio 2 Top 2000. 
In 2017 won EO en Zapp programma de Anti Pest Club in de categorie jeugdprogramma's.  Eén-programma’s Down the road en Sorry voor alles wonnen de Gouden Roos in 2018, respectievelijk in de categorieën Reality & Factual Entertainment en Game Show. In 2022 won het programma James de musical van productiehuis Dedsit een gouden roos in de categorie ‘Studio Entertainment’.  Op 27 november 2023 wonnen de Vlaamse programma's Bestemming X en Recht naar de gevangenis een Gouden Roos in Londen, respectievelijk in de categorie wedstrijd-realityprogramma en non-fictie entertainment. Daarnaast was er ook een nominatie voor het VRT programma Season of Sex in de categorie Multiplatform Series.
In 2024 werd de podcast Batavia van het AD, het Belgische weekblad Humo en het Vlaams Audiovisueel Fonds  bekroond. Ook werden dat jaar de VRT 1-programma's Dertigers en Niks te zien bekroond.

## Buitenlandse winnaars
In 2016 kreeg John Cleese de oeuvreprijs. In 2020 ging deze naar David Attenborough, in 2021 naar Brenda Blethyn, in 2022 naar Brian Cox.